# ノヴァーリス
ノヴァーリス（Novalis [noˈvaːlɪs], 1772年5月2日 - 1801年3月25日）は、ドイツ・ロマン主義の詩人・小説家・思想家・鉱山技師。シュレーゲル兄弟らと並ぶ初期ロマン主義の中心人物である。本名ゲオルク・フィリップ・フリードリヒ・フォン・ハルデンベルク (Georg Philipp Friedrich von Hardenberg)。筆名の「ノヴァーリス」はラテン語で新開墾地を意味する。
家系はニーダーザクセン出身の貴族であり、「シュタイン＝ハルデンベルクの改革」を行ったプロイセン宰相カール・アウグスト・フォン・ハルデンベルク（1750年 - 1822年）は親戚。

## 人物・生涯

### 誕生
厳格な敬虔主義者であり、ヘルンフート同胞教会の一員であった父ハインリヒ・ウルリヒ・エラスムス・フライヘア・フォン・ハルデンベルク（1738年 - 1814年）と、その2人目の妻であるアウグスティーネ・ベルンハルディーネ・フライフラウ・フォン・ハルデンベルク（旧姓ベルツィヒ）の11人の子のうち2番目の息子として、マンスフェルト伯領オーバーヴィーダーシュテット（現ザクセン＝アンハルト州アルンシュタインの一部）に生まれた。この地でハルデンベルクは少年時代までを過ごした。
幼少時代には家庭教師の教育を受けた。9歳の時に赤痢にかかり、後遺症で胃の弛緩を患った。この病気を機に詩的、知的才能が花開いたと伝えられている。

### 学生時代・ゾフィーとの出会い
1785年、父がザクセン選帝侯国の製塩工場長に任命されたことにより、1786年4月に一家でヴァイセンフェルスに移住。1790年10月までアイスレーベンのルター・ギムナジウムに通い、修辞学と西欧古典文学を学んだのち、10月末にイェーナ大学に入学し、法学を学んだ。
1791年10月ライプツィヒ大学へ転学し、法学のほかに哲学、数学を学んだ。1793年にはヴィッテンベルク大学へ移り、翌年、法学試験に合格。この年、当時12歳の少女ゾフィー・フォン・キューンと出会い、翌春に婚約したが、のちに彼女は重病に倒れた。ハルデンベルクは大学を首席で卒業したのち秋に両親のもとに帰り、裁判所書記の見習いとしてザクセンのテンシュテットへ行き、実務を学んだ。

### 死去
1796年、ゾフィーは3回にも及ぶ手術を経ながらも、回復することなく死去した。
ハルデンベルクはこの年、ヴァイセンフェルス製塩所の試補となった。その年の12月、ドレスデンとケムニッツの間に位置するフライベルクの鉱山学校に入学し、鉱山学・地質学・鉱物学・化学・数学の講義を聴講した。1799年にフライベルクからヴァイセンフェルスに戻った。
12月にはヴァイセンフェルスの製塩所試補と管理局の一員となり、1800年にはテューリンゲン郡の地方長官採用予定者に任命された。しかし、以前から患っていた肺結核が悪化し、1801年3月その職に就くことなく死去した。

## 創作・思索活動
ルートヴィヒ・ティーク、アウグストとフリードリヒのシュレーゲル兄弟らと親交を持ち、詩文芸の無限な可能性を理論と実践において追求した。雑誌『アテネウム』に参加し、評論などを書いた。
ノヴァーリスの作品の特徴は、ゾフィーの死、いわゆる「ゾフィー体験」を中核にする神秘主義的傾向、とりわけ無限なものへの志向と、中世の共同体志向にある。前者についてはゾフィーの墓の前で霊感を受けて作られた詩『夜の賛歌』に、後者は中世のミンネゼンガーを主人公にする小説『青い花』（原題は『ハインリヒ・フォン・オフターディンゲン』）や、宗教改革前の世界をキリスト教というひとつの文化的背景によって民族性を超えた普遍的地盤をもつ共同体として称揚した評論『キリスト教世界あるいはヨーロッパ』にことに顕著に現れる。この評論を『アテネウム』誌のために書いたノヴァーリスであったが、評論内で展開された詩的歴史観が誤解を招く恐れがあると周囲からみなされ、ヨハン・ヴォルフガング・フォン・ゲーテの判断をあおいだ結果、発表を見合わせることになった。

## 主要著書
- 断片集 Blüthenstaub（1798年、日本語訳『花粉』）
- 小説 Die Lehrlinge zu Sais（1798年、未完、日本語訳『ザイスの弟子たち』）
- 小説 Heinrich von Ofterdingen（1801年、未完、日本語訳『青い花』）
- 評論 Die Christenheit oder Europa（1799年、日本語訳『キリスト教世界あるいはヨーロッパ』）
- 詩集 Hymnen an die Nacht（1800年、日本語訳『夜の讃歌』）

### 主な日本語訳
- 今泉文子訳『ノヴァーリス作品集』全3巻 ちくま文庫、2007年
- 『ノヴァーリス全集』全3巻 沖積舎、2001年
- 前川道介編『ノヴァーリス ドイツ・ロマン派全集 第2巻』国書刊行会、初版1983年